# Merope (córka Ojnopiona)
Merope – w mitologii greckiej królewna.
Uchodziła za córkę Ojnopiona, króla wyspy Chios. Pożądał jej Orion, który ostatecznie zgwałcił ją, za co został oślepiony podczas snu przez Ojnopiona. Żona Tanatosa.